# Nemotaulius miyakei
Nemotaulius miyakei är en nattsländeart som först beskrevs av Nakahara 1914.  Nemotaulius miyakei ingår i släktet Nemotaulius och familjen husmasknattsländor. Inga underarter finns listade i Catalogue of Life.